# 신현동 (광주시)
신현동(新峴洞)은 경기도 광주시의 법정동, 행정동이다.

## 법정동
- 신현동

## 연혁
- 2016년 7월 7일: 신현리, 능평리를 관할로 오포읍 출장소 설치
- 2022년 9월 1일: 오포읍이 폐지되고, 신현리가 신현동으로 승격하였다.[1][2]

## 교육
- 초등학교
  - 광주광명초등학교
  - 신현초등학교
- 중학교
  - 신현중학교
- 대학교
  - 세계사이버대학

## 아파트
| 단지명                       | 건설사         | 시행사                            | 주소 | 입주        | 비고 |
| ---------------------------- | -------------- | --------------------------------- | ---- | ----------- | ---- |
| e편한세상 오포3차            | 대림산업       | 대림신현주택조합 외 4개조합       |      | 2016년 10월 |      |
| e편한세상 태재 1단지         | 대림산업       | ㈜케이비부동산신탁 ㈜일우종합건설 |      | 2018년 7월  |      |
| e편한세상 태재 2단지         | 대림산업       | ㈜케이비부동산신탁 ㈜일우종합건설 |      | 2018년 7월  |      |
| e편한세상 오포테라스 2단지   | 대림산업       | ㈜국제자산신탁 ㈜포레스트건설     |      | 2018년 7월  |      |
| e편한세상 오포테라스 3단지   | 대림산업       | ㈜국제자산신탁 ㈜포레스트건설     |      | 2018년 7월  |      |
| e편한세상 오포테라스 4단지   | 대림산업       | ㈜국제자산신탁 ㈜포레스트건설     |      | 2018년 7월  |      |
| 신현1차 현대모닝사이드 1단지 | ㈜금강종합건설 | ㈜일우종합건설                    |      | 2002년 2월  |      |
| 신현1차 현대모닝사이드 2단지 | ㈜금강종합건설 | ㈜일우종합건설                    |      | 2002년 2월  |      |
| 신현2차 현대모닝사이드       | ㈜금강종합건설 | ㈜일우종합건설                    |      | 2001년 12월 |      |